# Patrick Konrad
Patrick Konrad (Mödling, 13 oktober 1991) is een Oostenrijks wielrenner die sinds 2024 rijdt voor de wielerploeg Lidl-Trek.

## Carrière
Patrick Konrad is zoon van Wolfgang Konrad, een atleet op de middellange en lange afstand, die meermaals Oostenrijks kampioen en recordhouder was, en voor Oostenrijk deelnam aan de 3000 m steeple chase op de Olympische Zomerspelen van 1980 in Moskou.
In 2019 werd Patrick Konrad Oostenrijks kampioen. Hij had ruim een minuut voorsprong op de nummer twee, Michael Gogl.
Zijn grootste zege boekte hij in de 16e etappe van de Ronde van Frankrijk 2021. Deze etappe won hij met 42 seconden verschil ten opzichte van de nummer twee, Sonny Colbrelli. Dit was zijn eerste professionele UCI-overwinning buiten Oostenrijk.

## Palmares

### Overwinningen
2009
2e etappe Ronde van Opper-Oostenrijk, Junioren
2014
2e etappe deel B Triptyque des Monts et Châteaux
Eindklassement Ronde van Opper-Oostenrijk
Jongerenklassement Ronde van Oostenrijk
2015
1e etappe Ronde van Trentino (ploegentijdrit)
2018
Bergklassement Ronde van Polen
2019
 Oostenrijks kampioen op de weg, Elite
2021
 Oostenrijks kampioen op de weg, Elite
16e etappe Ronde van Frankrijk

### Resultaten in voornaamste wedstrijden
| Jaar | Ronde van Italië | Ronde van Frankrijk | Ronde van Spanje |
| ---- | ---------------- | ------------------- | ---------------- |
| 2014 |                  |                     |                  |
| 2015 |                  |                     |                  |
| 2016 |                  | 65e                 |                  |
| 2017 | 16e              |                     | 96e              |
| 2018 | 7e               |                     |                  |
| 2019 |                  | 35e                 |                  |
| 2020 | 8e               |                     |                  |
| 2021 |                  | 27e (1)             |                  |
| 2022 |                  | 16e                 |                  |
| 2023 | 20e              | 82e                 |                  |
| 2024 |                  |                     | opgave           |
| 2025 | 73e              |                     |                  |

| Jaar | Milaan-San Remo | Amstel Gold Race | Luik-Bast.‑Luik | Ronde van Lombardije | Waalse Pijl | Clásica San Sebastián |  | WK op de weg |  | Wereldranglijsten |
| ---- | --------------- | ---------------- | --------------- | -------------------- | ----------- | --------------------- |  | ------------ |  | ----------------- |
| 2014 |                 |                  |                 |                      |             |                       |  | opgave       |  |                   |
| 2015 |                 |                  | 54e             | 48e                  |             |                       |  |              |  |                   |
| 2016 | 90e             |                  | 15e             |                      |             |                       |  |              |  |                   |
| 2017 |                 | 56e              | 20e             | opgave               | 16e         |                       |  |              |  | 101e (UWT)        |
| 2018 |                 | 71e              | 27e             | 18e                  | 10e         |                       |  | 59e          |  | 41e (UWT)         |
| 2019 |                 | 26e              | 13e             | 74e                  | 7e          | 6e                    |  | opgave       |  | 53e (UWR)         |
| 2020 |                 |                  |                 | 31e                  | 7e          |                       |  |              |  |                   |
| 2021 |                 | 14e              | 20e             | 55e                  | 15e         | opgave                |  |              |  |                   |
| 2022 |                 |                  |                 | 67e                  | opgave      | opgave                |  |              |  |                   |
| 2023 |                 |                  | 8e              |                      |             |                       |  |              |  |                   |
| 2024 |                 |                  | opgave          |                      | opgave      | 7e                    |  |              |  |                   |
| 2025 |                 | 41e              | 63e             |                      | 95e         |                       |  |              |  |                   |

### Resultaten in kleinere rondes
| Jaar | UAE Tour | Parijs-Nice | Tirreno-Adriatico | Ronde van Catalonië | Ronde van het Baskenland | Ronde van Romandië | Critérium du Dauphiné | Ronde van Zwitserland | Ronde van Polen |
| ---- | -------- | ----------- | ----------------- | ------------------- | ------------------------ | ------------------ | --------------------- | --------------------- | --------------- |
| 2015 |          |             | 72e               |                     |                          |                    |                       |                       |                 |
| 2016 |          |             | 43e               |                     |                          |                    | 59e                   |                       |                 |
| 2017 | 10e      | 26e         |                   |                     | 7e                       |                    |                       | 13e                   | 74e             |
| 2018 |          | 7e          |                   |                     | 10e                      |                    |                       | 74e                   | 49e             |
| 2019 |          | 36e         |                   |                     | 9e                       |                    |                       | 3e                    |                 |
| 2020 | 13e      | 34e         | 33e               |                     |                          |                    |                       |                       | 21e             |
| 2021 | 38e      |             | 27e               |                     | 36e                      |                    | 12e                   |                       |                 |
| 2022 | 45e      |             |                   |                     |                          | 73e                | 12e                   |                       |                 |
| 2023 |          |             |                   | 72e                 |                          |                    |                       |                       |                 |
| 2024 | 19e      |             |                   | 40e                 |                          |                    |                       |                       |                 |

## Ploegen
- 2010 –  Tyrol Team
- 2011 –  Tyrol Team
- 2012 –  Team Vorarlberg
- 2013 –  Etixx-iHNed
- 2014 –  Team Gourmetfein Simplon Wels
- 2014 –  Team NetApp-Endura (stagiair vanaf 1 augustus)
- 2015 –  Bora-Argon 18
- 2016 –  Bora-Argon 18
- 2017 –  BORA-hansgrohe
- 2018 –  BORA-hansgrohe
- 2019 –  BORA-hansgrohe
- 2020 –  BORA-hansgrohe
- 2021 –  BORA-hansgrohe
- 2022 –  BORA-hansgrohe
- 2023 –  BORA-hansgrohe
- 2024 –  Lidl-Trek
- 2025 –  Lidl-Trek

Alaphilippe · Bouvry · Hník · D. Hoelgaard · M. Hoelgaard · Konrad · Koudela · Sénéchal · Spokes · Vakoč · Verhelst · Wiśniowski · Rumac (stagiair)
Bárta · 
Benedetti · 
Bennett · 
Camaño · 
De la Cruz · 
Dempster · 
Huzarski · 
Jarc · 
König · 
Machado · 
Matzka · 
McEvoy · 
Mendes · 
Padour · 
Rowsell · 
Schillinger · 
Schorn · 
Schwarzmann · 
Thwaites · 
Voss  · 
Konrad (stagiair) · 
Krieger (stagiair) · 
Mühlberger (stagiair) 
Archbold · Bárta · Bauhaus · Benedetti · Bennett · Buchmann · Dempster · Huzarski · Konrad · Matzka · Mendes · Nerz · Pfingsten · Salerno · Schillinger · Schorn · Schwarzmann · Thurau · Thwaites · Voss · Mühlberger (stagiair) · Pöstlberger (stagiair)
Archbold · Bárta · Bauhaus · Benedetti · Bennett · Buchmann · Dempster · Herklotz · Huzarski · Konrad · Matzka · Mendes · Mühlberger · Nerz · Pfingsten · Pöstlberger · Schillinger · Schwarzmann · Selig · Thwaites · Voss
Ackermann · Archbold · Bárta · Baška · Benedetti · Bennett · Bodnar · Buchmann · Burghardt · Herklotz · Kolář · König · Konrad · Majka · McCarthy · Mendes · Mühlberger · Pelucchi · Pfingsten · Poljański · Pöstlberger · J. Sagan · P. Sagan    · Saramotins · Schillinger · Schwarzmann · Selig
Ackermann · Baška · Benedetti · Bennett · Bodnar · Buchmann · Burghardt · Formolo · Großschartner · Kennaugh · Kolář · König · Konrad · Majka · McCarthy · Mühlberger · Oss · Pelucchi · Pfingsten · Poljański · Pöstlberger · J. Sagan · P. Sagan  · Saramotins · Schillinger · Schwarzmann · Selig
Ackermann · Baška · Benedetti · Bennett · Bodnar · Buchmann · Burghardt · Drucker · Formolo · Gatto · Großschartner · Kennaugh · König · Konrad · Majka · McCarthy · Mühlberger · Oss · Pfingsten · Poljański · Pöstlberger · J. Sagan · P. Sagan · Schachmann · Schillinger · Schwarzmann · Selig
Ackermann · Baška · Benedetti · Bodnar · Buchmann · Burghardt · Drucker · Fabbro · Gamper · Gatto · Großschartner · Kämna · Konrad · Laas · Majka · McCarthy · Mühlberger · Oss · Poljański · Pöstlberger · J. Sagan · P. Sagan · Schachmann · Schelling · Schillinger · Schwarzmann · Selig
Ackermann · Aleotti · Baška · Benedetti · Bodnar · Buchmann · Burghardt · Fabbro · Gamper · Großschartner · Kämna · Kelderman · Konrad · Laas · Meeus · Oss · Palzer (vanaf 1 april) · Politt · Pöstlberger · J. Sagan · P. Sagan · Schachmann · Schelling · Schillinger · Schwarzmann · Selig · Walls · Wandahl · Zwiehoff
Aleotti · Archbold · Benedetti · Bennett · Buchmann · Fabbro · Gamper · Großschartner · Haller · Higuita · Hindley · Kämna · Kelderman · Koch · Konrad · Laas · Lührs · Meeus · Mullen · Palzer · Politt · Pöstlberger · Schachmann · Schelling · Uijtdebroeks · van Poppel · Vlasov · Walls · Wandahl · Zwiehoff · Lipowitz (stagiair)
Aleotti · Archbold · Benedetti · Bennett · Buchmann · Denz · Fabbro · Gamper · Haller · Higuita · Hindley · Jungels · Kämna · Koch · Konrad · Koretzky · Lipowitz · Lührs · Meeus · Mullen · Palzer · Politt · Schachmann · Schelling · Uijtdebroeks · van Poppel · Vlasov · Walls · Wandahl · Zwiehoff
Bagioli · Bernard · Cataldo · Ciccone · Consonni · Declercq · Felline · Geoghegan Hart · Ghebreigzabhier · Gibbons · Hoole · Kirsch · Konrad · López · Milan · Mollema · Mosca · Nys · Oomen · Pedersen · Simmons · Skjelmose · Skujiņš · Stuyven · Tesfatsion · Theuns · Vacek · Vergaerde · Verona · Ronhaar (stagiair)